# Самборский, Евгений Ксенофонтович
Евгений Ксенофонтович Самборский (9 июня 1898, Монастырищенский район — 30 сентября 1966) — советский военно-морской деятель, моряк-подводник, заместитель народного комиссара Морского флота СССР, контр-адмирал.

## Биография
Украинец. На военной службе с 1914 года. Участник Великой Октябрьской социалистической революции. В РККФ с 1918 года, член коммунистической партии с 1919 года.
Ученик-матрос, минно-машинный унтер-офицер эсминцев «Быстрый», «Калиакрия» Черноморского флота. В годы Гражданской войны принимал участие в затоплении кораблей Черноморского флота в Цемесской бухте, боевых действиях против частей чехословацкого корпуса в районе Саратова и Самары, подавлении антисоветского мятежа в Астрахани.
Приказом наркома обороны СССР №9 от 11 января 1935 года Морские силы Балтийского моря переименованы в Краснознамённый Балтийский флот. В соответствии с решением НКО СССР и Директивой НШ РККА № 3/6435сс от 25 марта 1935 года бригада подводных лодок была разделена на две бригады: 1-я бригада подводных лодок в составе 3-го, 4-го, 5-го, 8-го и 9-го дивизионов в Кронштадте, командир бригады — Самборский Евгений Ксенофонтович. Флагман 2-го ранга (28.11.1935). 2-я бригада подводных лодок в составе 1-го, 6-го, 7-го, 10-го и 11-го дивизионов в Ленинграде. Трое из командиров бригады (Павел Александрович Штейнгаузен, Александр Александрович Пышнов и Владимир Семёнович Воробьёв) впоследствии незаслуженно были репрессированы.
Заместитель председателя ППК по приёму вновь построенных и капитально отремонтированных кораблей ВМФ (август 1938 — май 1939). Заместитель наркома Морского флота СССР с мая 1939, с оставлением в кадрах ВМФ.
В Великую Отечественную войну вступил в прежней должности. По решению ГКО с конца июля 1941 уполномоченный наркома Морского Флота на Черноморском театре военных действий, где в 1941—1942 годах непосредственно в зоне военных действий руководил перевозками на судах морского флота войск, вооружения, боеприпасов и эвакуированного населения.
Контр-адмирал (21.07.1944). В 1944 обеспечивал разгрузку и отправку импортных военных грузов, материалов и продовольствия, поступавших через Архангельский и Молотовский (Северодвинский) порты. После окончания войны оставался в прежней должности. Начальник управления 1-го Дунайского пароходного общества в Австрии (октябрь 1946 — май 1949) МВТ. Уполномоченный по надводным кораблям Постоянной комиссии госприёмки кораблей при главкоме ВМС (май 1949 — ноябрь 1949), старший уполномоченный той же комиссии по подводным кораблям (ноябрь 1949 — май 1950). Заместитель председателя постоянной комиссии госприёмки по надводным кораблям при военно-морском министре (май 1950 — октябрь 1951), заместитель начальника управления госприёмки по общим вопросам (октябрь 1951 — апрель 1953), по надводным кораблям (апрель 1953 — август 1958) ВМФ. С августа 1958 — в отставке.
Похоронен на 22-м участке Ваганьковского кладбища в Москве. Некролог напечатан в газете Красная звезда 5 октября 1966 года.

## Образование
- Школа юнг (сентябрь 1914 — май 1915);
- Минно-машинная школа (июнь 1915 — февраль 1916) Черноморского флота;
- Военно-морское училище (октябрь 1919 — июль 1923), штурманский класс;
- Специальные курсы комсостава ВМС РККА (январь 1925 — март 1926);
- Военно-морской факультет Военно-морской академии (сентябрь 1926 — июль 1929).

## Награды
Награждён орденом Ленина (1945), тремя орденами Красного Знамени (1942, 1944, 1948), орденом Отечественной войны 1-й степени (1944), Красной Звезды (1938), медалями.